# جرمی شفیلد
جرمی شفیلد (انگلیسی: Jeremy Sheffield؛ زادهٔ ۱۷ مارس ۱۹۶۶) رقصنده باله پیشین و بازیگر اهل بریتانیا است. وی از سال ۱۹۸۳ میلادی تاکنون مشغول فعالیت بوده‌است.
از فیلم‌ها یا برنامه‌های تلویزیونی که وی در آن نقش داشته‌است، می‌توان به آنا کارنینا، کودکان، تاریخ عروسی، شهر هالبی، هالیوکس، هتل بابل، خیابان کورونیشن، ترفندهای نو، مرلین، فصل تاریک، آخرین شانس هاروی، قتل در سابوربیا، رقص خیابانی و موزیک ویدئوی می‌خواهم آزاد شوم از گروه موسیقی کوئین اشاره کرد.